# Szexpozíciók

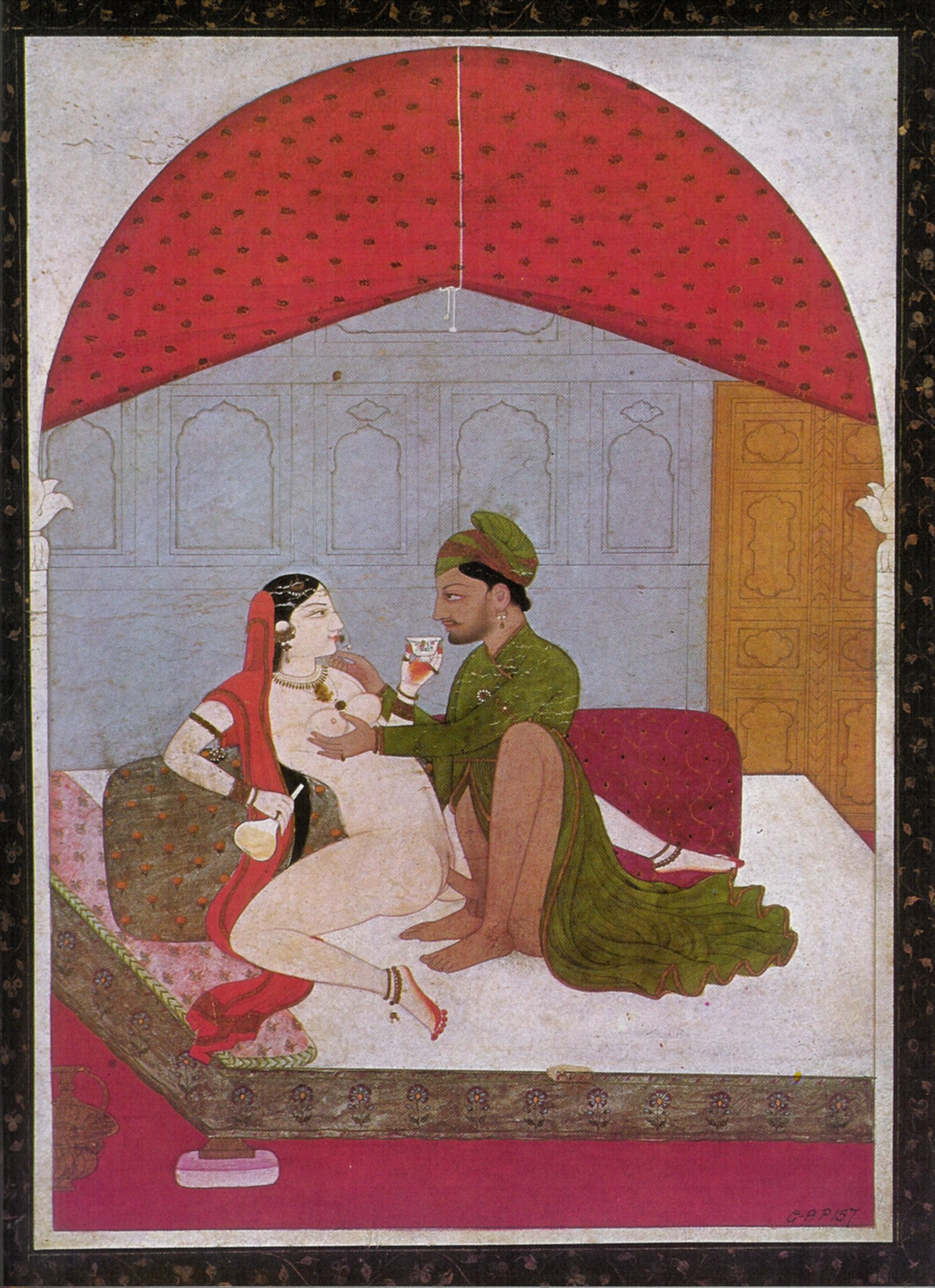
Szexpozíciókat ábrázoló könyv lapja Indiából

A fejlett szexuális nevelésre épülő korszerű magánéleti tudatosság magában foglalja, hogy minden ember megtalálja azokat a maga számára megfelelő szexuális pozíciókat, amelyek összhangban állnak testi felépítésükkel, érzéki fogékonyságuk jellegével és pszichikai szükségletükkel. A feminista megközelítésű szexpozitivitás elve nagyban hozzájárulhat a vanilla szexualitás személyes megéléséhez addig, ameddig a benne résztvevő felnőtt emberek egymással jóváhagyásos, beleegyezéses alapon, biztonságos környezetben, szégyenérzet nélkül és ítélkezéstől mentesen végzik. A közösen lefektetett határokat átlépve már azonban könnyen kínzás és szexuális erőszak kategóriába fordulhat át.

## Az alapvariációk
A pozíciók száma több száz lehet. Ebből alapvetőnek 6-ot számítunk, a többi ezek változata, kombinációja. A közösülési pozíciók közül a legnépszerűbb a misszionárius pozíció. Ezt a partnerek kb. 70%-a alkalmazza. A nőknél ezt a fekvő, egymás felé forduló követi, majd a lovagló pozíció. A nők általában nem kedvelik az álló pozíciókat, illetve a hátulról történő közösülést. A férfiak második helyre azt a helyzetet teszik, amikor a nő rajtuk fekszik. Ezt követik az oldalt fekvő, egymáshoz forduló változatok, majd a lovagló helyzet. Ez azt jelenti, hogy a nemek között nem jelentős az eltérés, de egyénenként ez rendkívül eltérő lehet.
Mást jelent egy hosszú keskeny hüvelyű nő számára, aki a hüvely hátsó falának ingerlésére reagál és mást jelent egy olyan nőnek, akinek rövid, széles hüvelye van és a méhszája ingerlésére reagál a legjobban.

### Misszionárius póz

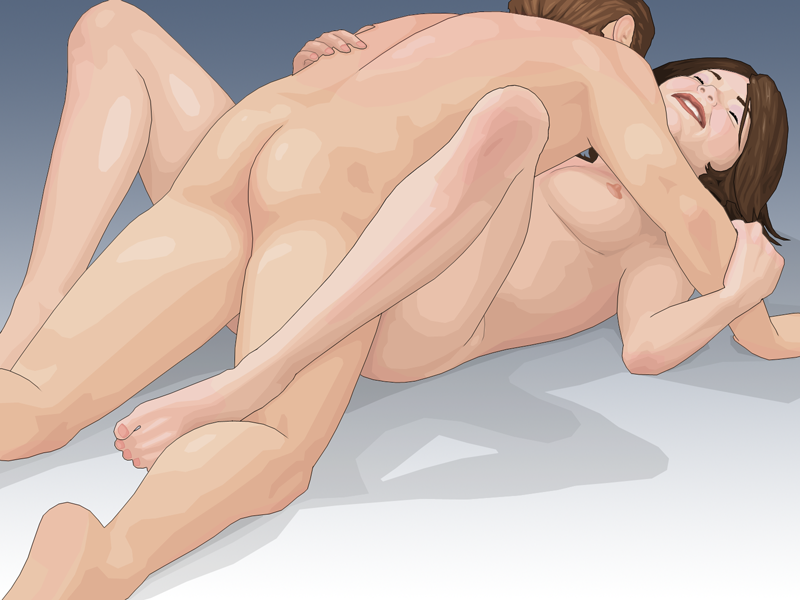
Misszionárius póz

A szeretkezés elterjedt formája az európai kultúrában az úgynevezett „klasszikus póz”. A nő alul, a férfi felül van. A nő hanyatt fekszik, combjait felhúzza és széttárja. Talpaival kényelmesen kitámaszkodik, vagy lábaival akár a férfi derekát is körbeölelheti. A férfi a könyökére támaszkodik, altestével ránehezedik a partnerére. A péniszét bevezeti a nő vaginájába. A bevezetés a társ segítségével is megtörténhet. A nőnek nem kell mozognia, de a férfival szinkronban megteheti azt. A szeretkezők az egész testfelületükkel érintkeznek egymással. Közben csókolózhatnak, vagy nézhetik egymást. Hátrány lehet, hogy a nő mozgása e pozitúrában akadályozva van.
Mély behatolást biztosító pozíció, ha a nő a hátán fekszik, a férfi pedig rajta. Ilyenkor a kényelmesebb behatolásért a nő dereka esetlegesen alátámasztható (pl. párnával). A nő lába a férfi nyakában is pihenhet. A figura lehetővé teszi a hímvessző mély bevezetését. Ez hátrahajló méh esetében előnyös. Kedvező azon nők számára, akik a hüvely hátsó falának ingerlését igénylik. A nő izmainak feszült állapota miatt jó kondíciót igényel számára. Ebben a pozícióban az aktus viszonylag rövid idejű. A megtermékenyítés szempontjából azonban előnyös e póz. Ebben a helyzetben a nő nemi szerve teljesen szabad utat enged az ondósejtek méhbe való áramlásának. A „mély” nők illetve rövid hímvessző esetén kedvező.

### Meditációs pozíció
Másképpen: ülő pozíció. Szemtől szemben mindketten ülnek. A nő lábai a férfi csípőjére fonódnak. A helyzet elősegíti a kézzel történő stimulálást. A párok keze szabad, átölelhetik, simogathatják, csókolhatják egymást. Testsúlyuk egyikükre sem nehezedik és hosszabb ideig így maradhatnak anélkül, hogy eljutnának az orgazmusig. Ilyenkor a pénisz fele vagy negyede érintkezik a hüvellyel. Szokták az aktus bevezetőjeként alkalmazni.
Viszonylag gyakori szeretkezési helyzet. Ez úgy történik, hogy a nő ül a férfi ölébe. Egymással szembefordulva, úgy, hogy a nő a combjai közé engedi a férfi testét. Mindkét karjukkal átölelik egymást, azzal a jellemző különbséggel, hogy a férfi egyik kezével a nő csípőjét fogja át. Ha akarják, hosszabb ideig eltarthat. Túl nagy mozgásokra nincs lehetőség. Előnye, hogy bárhol megvalósítható, ahol le lehet ülni (széken, padon, autóülésen). Az utóbbi esetben a nő nem lógathatja a lábát, hanem fel kell húznia az ülés szélére, ami nem is baj, mert így jobban befogadhatja magába a hímvesszőt. Másik variációban az eredetileg hanyatt fekvő férfi félig ülő helyzetbe emelkedik, két kezével hátra támaszkodik. Lábait kinyújtja. A nő így nem tud a lábaira támaszkodni, inkább térdel, karjaival átöleli a férfi fejét. A közösülés ilyenkor sem szakad félbe. Ha a nő teljesen térdeplő helyzetbe emelkedik, akkor a pénisz kicsúszhat a vaginából. Ebben a helyzetben is lehet közösülni. Másrészt egy ölelkezésért abba is lehet hagyni. Ez a pozíció alkalmas lehet arra, hogy a hosszúra nyúlt aktusban a szereplők kissé pihenjenek.

### Lovagló helyzet

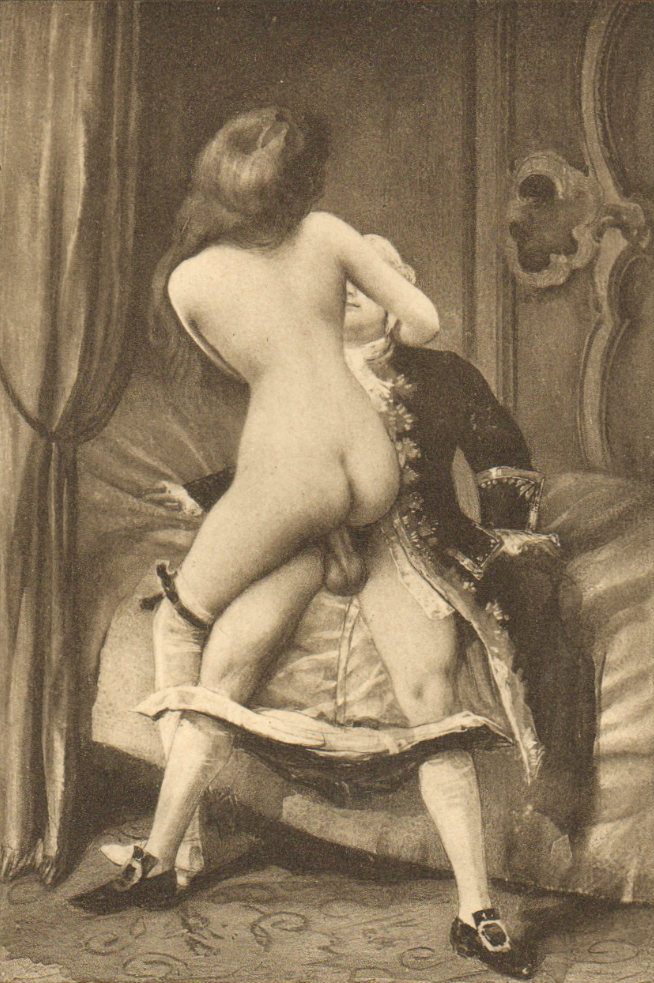
Az 1843. május 21-én született Édouard-Henri Avrilnek, a korabeli francia erotikus irodalom egyik legnagyobb illusztrátorának grafikája

Az egyik leggyakoribb helyzet, amikor a nő van felül. Félig guggoló helyzetben van, de a térdére is támaszkodhat, részben a kezére is, amit a férfi mellére vagy vállára helyez, miközben ő, nyújtott lábbal hanyatt fekszik. A testhelyzet előnye, hogy nemcsak látják egymást, de ha a nő előrehajol, még csókolózhatnak is. A férfi is, a szabadon maradó kezével foglalkozhat a nővel (simogathatja a mellét vagy akár a csikló környékét is). Ez fokozhatja a nő örömérzését, hogy hamarabb kielégüljön, illetve akár többszörösen is kielégüljön (orgazmushoz jusson). Ez a helyzet a szexuális zavarok gyógykezelésében is fontos. Változata a helyzetnek, ha a nő háttal lovagol a férfin.
Amikor a nő lovagló helyzetben van, terpesztett lábakkal a férfi péniszére csúszik és egyenes tartásban ül. Csípőjével körkörös mozgásokat tud végezni. A férfi az ujjaival tudja a klitoriszt ingerelni. Ebben a pózban a nő csípőjének körkörös mozgását lehet kombinálni a csípő lefelé és felfelé irányuló mozgásával. A mélyre hatolt hímvessző a hüvely minden részét érinti. A látványingereket kedvelő partnerek szeretik e pozíciót. Előnyös legyengült (betegség, keringési zavarok) férfiak számára, akiknél a férfi aktivitása nem ajánlott.
Ha a nő ráguggol a férfi péniszére a behatolás mélységét ő irányítja. Kezével meg is foghatja a férfi vesszőjét, és annak mozgatásával fokozhatja a szeretkezés örömét. (A párok segítik egymást, a férfi megfogja a nő bokáját, a nő kitámasztja magát a férfi mellkasán.)

### Kutyapóz
Másként: közösülés hátulról helyzet. Ez a közösülési forma hátulról történik. Több változata van. Alaphelyzetben a férfi térdel. A nő hozzá képest előtte, háttal, szintén térdel és előrehajol, úgy, hogy meg tudja figyelni a hímvessző mozgását. E pozícióban a hímvesszőt mélyen lehet felvezetni. Másik változatban a férfi fekszik az ágyon. Lábát térdben behajlítja. A nő hozzá képest háttal áll és előrehajol. Mindkét fél számára kényelmes helyzet, a férfi számára erős vizuális ingereket nyújt.
Az eddigiekből is kiderülhetett, hogy közösülni legkényelmesebben fekvő helyzetben lehet. Nemcsak hagyományos módon, hogy a nő hanyatt fekszik a férfi pedig rá, hanem úgy is, hogy a nő hasra fekszik, s így ráfekve, a férfi hátulról hatol belé. Tetszés dolga, hogy melyik a jobbik póz. Elég sokan szeretik, mert változatosságot jelent. A nő összezárt, kinyújtott lábakkal fekszik hason, könyöklő bal kezét a férfi fejéhez emeli, simogatja. A férfi úgy fekszik rajta, hogy a könyökével és a térdével kicsit támaszkodik. Ez fontos, mert a nő így nem viseli a férfi teljes súlyát. A közösülés megkezdéséhez a nőnek kicsit fel kell emelnie a csípőjét. Lábait széjjelebb kell nyitnia, hogy a hímvessző hozzáférjen a hüvelyhez. A továbbiakban a férfi végzi a mozgást.

### Álló helyzet
A szeretkezés során az apróbb testhelyzet-változtatások mellett nagyobbak is lehetségesek. Szeretkezni fekve, ülve és állva is lehet. A testhelyzet egy kicsit a táncra emlékeztet. Így is lehet közösülni, bár a hímvessző bevezetése ebben a helyzetben nem könnyű (magasságbeli különbségek). Ha már benne van, akkor „összeragadtan” lassan táncolni is lehet. Leginkább álldogálni vagy ölelkezni lehet benne. Ez azon párok részére lehet megoldás, akik nem tudnak maguknak megfelelő helyet szerezni. A kielégülés szempontjából nem ez a legelőnyösebb testhelyzet. Kipróbálása inkább az érdekesség kedvéért, vagy kíváncsiság céljából történhet. A sikerre a fiatal, jó erőben lévő párok esetében van kilátás. A helyzetet megkönnyíti a hasonló testmagasság. Fő változata az, hogy a nő mindkét karjával a férfi nyakába kapaszkodik, egyik lábát térdben behajlítva a férfi derekához emeli, hogy szabaddá tegye a hímvessző útját a hüvelybe. A testhelyzet hátránya, hogy kissé fárasztó, különösen a nő számára, akinek féllábon kell állni, néha még lábujjhegyen ágaskodnia is kell. Időnként cserélgetheti a lábait, de azért elég edzettnek lennie ahhoz, hogy izomláz nélkül megússza.

### Oldalt fekvő pozíció
A fekvő pár nőtagja az egyik lábát átveti a vele szemben lévő férfi derekán. A férfi alkalmazkodva a pózhoz, átöleli a nőt és egyik lábát felhúzza a csípőjéhez. A párok nem nehézkednek egymásra. Az együttlétük bensőséges, mert ebben a helyzetben sokáig elidőzhetnek. Hátránya a korlátozott mozgás. A másik pozitúra az, amikor a férfi hátulról közelíti meg a nőt. Mindkettőjüknek kényelmes és egész testfelületükkel érintkeznek. A férfi keze szabadon mozoghat, ujjaival a nő vállát, melleit, klitoriszát egyaránt ingerelheti. Ha a nő felsőtestét kissé hátra fordítja csókolózhatnak és beszélgethetnek. Ez a pozíció a terhes nőnek ajánlható. A férfi a súlyával nem nyomja a nőt. A pénisz behatolásának a mélysége jól szabályozható.
A nő felemelt combja lehetővé teszi a hímvessző mélyebbre hatolását. E helyzet legfőbb előnye, hogy egyiküket sem nyomja a másik súlya. Az oldalt fekve póz a legelőnyösebb a terhes nőnek. Ekkor kerülni kell a párzómozgás erőteljesebb nyomásait, és vissza kell fogni a pénisz mélyre hatolását. Csak akkor lehet így szeretkezni, ha panaszmentes a terhesség. A terhes nő a terhesgondozáson részletes útmutatót kaphat nemi életére vonatkozólag. Ha nyitott a méhszáj, akkor a fertőzés elkerülése érdekében nem szabad nemi életet élni. Ilyen időszakban ajánlott orális szexet folytatni.

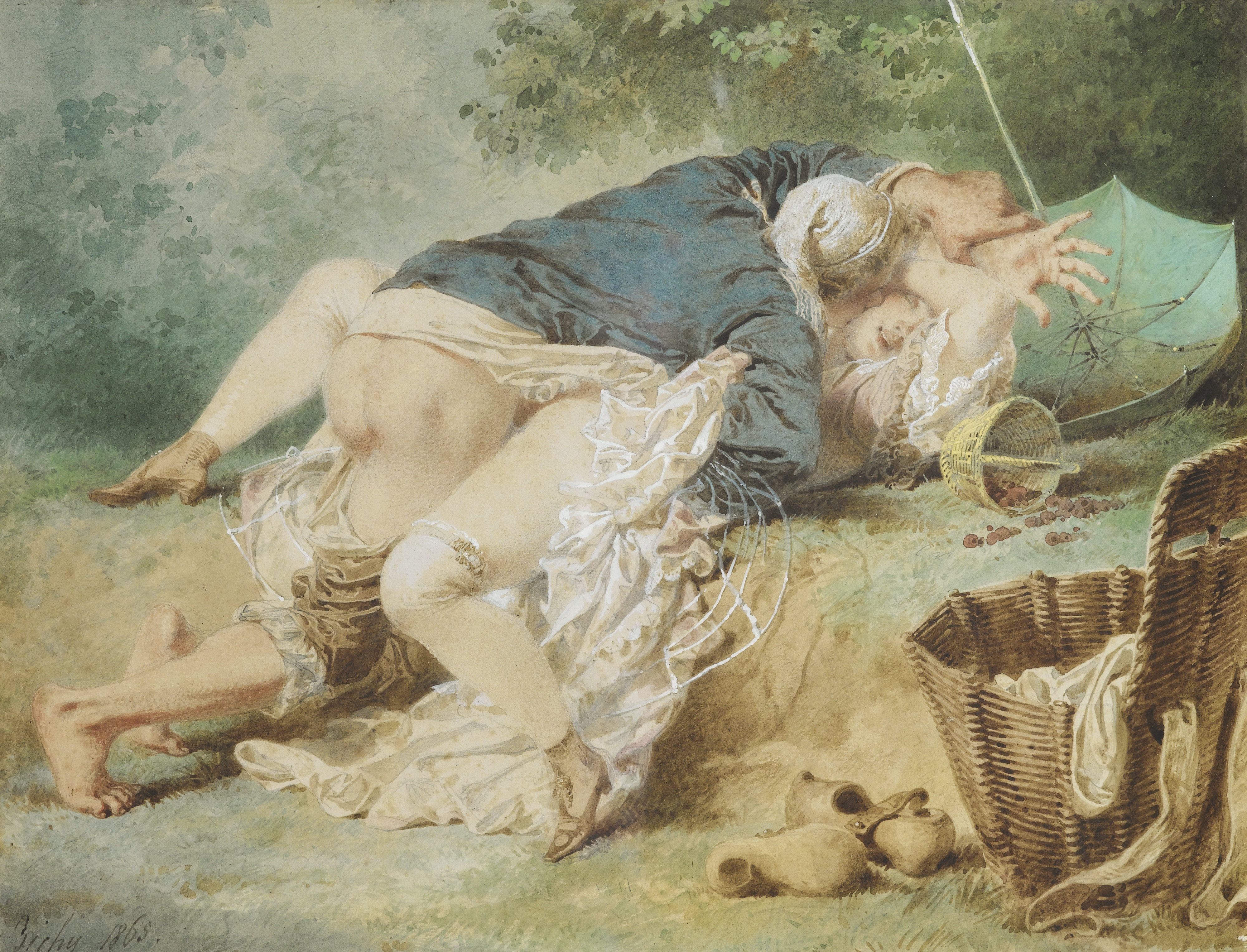
Zichy Mihály: Szerelmesek egy parkban

## Ajánlott irodalom
- Vátszjájana: Káma-szútra (Budapest, 1982) ISBN 963-241-082-3
- Muhammad an-Hefzawi: Az illatos kert (Budapest, 1983) ISBN 963-241-066-1
- Kaljána Malla: Ananga-ranga (Budapest, 1986) ISBN 963-241-436-5

## Külső hivatkozások
- https://web.archive.org/web/20110424112708/http://www.haon.hu/hirek/im%3Aall%3Ajokes/cikk/a-legjobb-nyari-szexpoziciok/cn/news-20070808-10564027
- https://web.archive.org/web/20100419122217/http://drimmun.com/szexualitasrol/szex-es-poziciok.html
- https://web.archive.org/web/20090131220316/http://www.blikk.hu/cikk.php?cikk=80580